# Улица Композитора Лятошинского
Улица Композитора Лятошинского (укр. Вулиця Композитора Лятошинського) — улица в Голосеевском районе города Киева, исторически сложившаяся местность жилой массив Теремки (Теремки-II). Пролегает от Кольцевой дороги до улицы Дмитрия Луценко.
Примыкает улица Василия Касияна.

## История
Новая улица № 4 возникла в 1970-е годы при строительстве микрорайона № 2 жилого массива Теремки. 
30 июня 1978 года Новая улица № 4 на жилмассиве Теремки-2 в Московском районе получила современное название  — в честь советского украинского композитора Бориса Николаевича Лятошинского, согласно Решению исполнительного комитета Киевского городского Совета депутатов трудящихся № 910/4 «Про наименование новой улицы на жилом массиве Теремки-2» («Про найменування нової вулиці на житловому масиві Теремки-2»). 

## Застройка
Улица пролегает в северо-западном направлении параллельно Кольцевой дороге. 
Парная сторона улицы занята многоэтажной жилой (9-16-этажные дома) застройкой и учреждениями обслуживания, непарная — не застроена, поскольку пролегает вдоль Кольцевой дороги. 
Учреждения:
1. дом № 4 — отделение связи Укрпочта № 191
2. дом № 26Г — библиотека им. М. П. Стельмаха, библиотека для детей № 142